# Gewerkschaften in Tschechien
Die Gewerkschaften in Tschechien gehören zum größten Teil einem der beiden Gewerkschaftsbünde an:
| Name des Gewerkschaftsbunds                                                                   | Mitglieder   | Zugehörigkeit zu einem Internationalen Gewerkschaftsverband |
| --------------------------------------------------------------------------------------------- | ------------ | ----------------------------------------------------------- |
| Českomoravská konfederace odborových svazů – ČMKOS (Tschechisch-mährischer Gewerkschaftsbund) | etwa 280 000 | IGB, EGB                                                    |
| Asociace samostatných odborů – ASO (Vereinigung unabhängiger Gewerkschaften)                  | etwa 200 000 |                                                             |

## Mitgliedsgewerkschaften, internationale Kontakte
Mitgliedsgewerkschaften des ČMKOS sind u. a. (in Klammern jeweils: Mitgliederzahlen, Zugehörigkeit zu einer Globalen Gewerkschaftsföderation):
- Odborový svaz KOVO – OS KOVO (Metallgewerkschaft)  (etwa 110 000, IndustriALL, IndustriAll Europe);
- Odborový svaz zdravotnictví a sociální péče – OSZSP (Gewerkschaft für Gesundheits- und Sozialwesen) (PSI, EPSU);
- Odborový svaz ECHO (Gewerkschaft Energie und Chemie)  (IndustriAll, IndustriAll Europe);